# Norton (Zimbabwe)
Norton est une ville du Zimbabwe située dans la province du Mashonaland Occidental, à 40 kilomètres à l'ouest de Harare. Sa population est estimée à 58 273 habitants en 2007.
En 2003, le chanteur Oliver Mtukudzi fonde le centre d'art de la ville.

## Source
- (en) Cet article est partiellement ou en totalité issu de l’article de Wikipédia en anglais intitulé « Norton, Zimbabwe » (voir la liste des auteurs).

1. ↑  From Nkepile Mabuse CNN, « Oliver 'Tuku' Mtukudzi: Healing a wounded nation through music », sur CNN (consulté le 20 décembre 2020)